# Iohannes Sslechta
Jan Šlechta ze Všehrd (Blevice, atual Ortsteil von Lidice, 24 de janeiro de 1466 — Kostelec nad Labem, 29 de agosto de 1525) foi Humanista, filósofo e diplomata tcheco. Estudou na Universidade de Praga onde teve como mestre o humanista Řehoř Pražský (1440-1511). Aos vinte anos, entrou a serviço do rei Vladislav da Boêmia (1456-1516). Como orador fluente, foi muitas vezes comparado a Cícero. Manteve contato com os humanistas de sua época tal como Bohuslaus Lobkowicz von Hassenstein (1461-1510), Augustin Olomoucký (1467-1513), Conrad Celtis e Girolamo Balbi (1450-1535).
Em 1504 deixou a corte para instalar-se em suas propriedades. Gostava de literatura e tinha uma imensa biblioteca que foi vendida após sua morte. De suas obras restaram apenas fragmentos de seus poemas ou parte de sua correspondência com Erasmo de Rotterdam, Řehoř Hrubý z Jelení (1460-1514) e Viktorin Kornel ze Všehrd (1460-1520). Sua obra filosófica mais importante: Microcosmus, perdeu-se. Nessa obra, segundo um trabalho de Marsílio Ficino, ele afirmava que o pequeno mundo humano fora criado análogo ao grande mundo de Deus. Seu túmulo está localizado na "Igreja de São Martins", em Kostelec nad Labem.

## Obra
- Microcosmus
- Poemas e cartas